# 天感至寶
天感至宝（Thiên Cảm Chí Bảo；1174年二月—1175年十二月）是大越国越南李朝英宗李天祚的第四个年号，共计2年。

## 改元
- 政隆寶應十二年（1174年）二月，改元天感至寶

## 纪年
| 天感至宝 | 元年     | 2年     |
| -------- | -------- | ------- |
| 公历     | 1174年   | 1175年  |
| 干支     | 甲午     | 乙未    |
| 南宋     | 淳熙元年 | 淳熙2年 |